# Liselore Gerritsen
Liselore Gisbertha Ilse Margaretha Gerritsen (Wichmond, 14 oktober 1937 – Woubrugge, 25 november 2020) was een Nederlandse zangeres en schrijfster.

## Carrière
Gerritsen begon haar carrière tijdens haar studententijd in Leiden. Paul van Vliet en Floor Kist, beiden ook Leidse studenten, hoorden haar zingen in een café, en vroegen haar of ze mee wilde werken aan het door hen opgerichte Leidsch Studenten Cabaret. Met deze groep speelde ze in die jaren met veel succes zowel in Nederland als over de grenzen.
Later trouwde ze met Paul van Vliet en samen met Ferd Hugas, Judith Bosch en de pianist Rob van Kreeveld richtten ze in Den Haag Theater PePijn op. Hoewel oorspronkelijk een pakhuis, verbouwden ze het tot een klein theater met 110 plaatsen. Gerritsen vertelde later over deze periode: “Iedere avond uitverkocht, nooit voor zes uur ’s ochtends in bed! We deden alles zelf: optreden, de koffie, de bar na de voorstelling en als de mensen eindelijk weg waren, afwassen en schoonmaken.” “Een blije tijd”, “een waargeworden droom.”
Voor de theaterprogramma’s die ze in PePijn opvoerden (Oh pardon, Opus 2, Dag en Nacht en Opus 4) schreef Paul van Vliet grotendeels de teksten. In Opus 4 vulde Gerritsen de voorstelling aan met eigen werk (op muziek gezet door Rob van Kreeveld), wat uiteindelijk zou resulteren in haar eerste elpee: Liselore zingt Liselore. Ze ontving er "De Trap" voor, een aanmoedigingsprijs voor een veelbelovend nieuw cabarettalent. Met het liedje Laat de kindertjes tot mij komen, won zij het Relipopfestival. In de jaren daarna bracht ze nog twee lp’s uit: Liselore met veel composities van Herman van Veen en Sta even stil, met muziek van Jan Hollestelle.
Na zes jaar hield cabaretgroep PePijn (1964-1970) op te bestaan. Maar theater Pepijn bleef, en leverde zodoende een belangrijke bijdrage aan het Nederlandse cabaret. Onder anderen Youp van ’t Hek, Hans Liberg, Herman Finkers en Jack Spijkerman speelden er hun eerste voorstellingen.
Na het opheffen van cabaret Pepijn maakte ze deel uit van het theaterprogramma: Namens Jacques Brel, met onder anderen ook Henk van Ulsen, en trad ze op in het voorprogramma van Een avond aan zee van Paul van Vliet, in het Scheveningse Kurhaustheater. Ramses Shaffy was in de zaal aanwezig en vroeg haar na afloop met hem samen te werken. Die samenwerking resulteerde in de voorstelling Ramses en Liselore, die in totaal zo'n tachtig keer werd opgevoerd. In de jaren daarna speelde ze onder andere een seizoen in Cherchez la femme, met onder anderen Della Bosiers en violist Christiaan Bor, en een seizoen in de voorstelling 7, met onder anderen Judy Schomper en Louis van Dijk. Ze was echter de tijd in Pepijn gaan missen, en ging daarom wederom haar medewerking verlenen aan PePijn-producties: Klein Concert 1, 2, 3 en 4. De opzet van deze voorstellingen was dat Liselore, gesproken of gezongen, een verhaal vertelde, begeleid door twee of drie musici. Enkele namen in dit kader zijn: Laurens van Rooyen, Harry Sacksioni, Ben van der Linden, Martijn Alsters en Nils Walen.
Ruud Jacobs, in die tijd producer bij platenmaatschappij CBS, hoorde Liselore tijdens een van de Klein Concert-voorstellingen, wat resulteerde in samenwerking voor twee elpees: Ik heb het tegen jou en Oktoberkind, en in een huwelijk (Gerritsen was inmiddels gescheiden van Paul van Vliet). Een selectie teksten van deze en andere elpees werd later opgenomen in twee bundels: Je kunt niet alles hebben en Het jaar van de Kaapse viool.
Vanaf de jaren 80 koos Gerritsen een andere weg: ze ging lezingen en voordrachten geven, uit eigen werk. Hoewel dit haar goed beviel, nam ze in 2004 toch weer een cd op: Liselore NU, met muziek van Bart Wolvekamp.

## Necrologie
- Peter de Waard, Kleinkunstenares die niet van showbizz hield; Liselore Gerritsen 1937-2020, in: De Volkskrant, woensdag 2 december 2020, pag. 23

## Discografie

### Albums
- 1969	-	Liselore Zingt Liselore 	-	12"lp -	PHILIPS	-	849 001 PY
- 1971	-	Liselore		-	12"lp -	PHILIPS	-	6423 031
- 1975	-	Sta even stil 	-	12"lp -	PHILIPS	-	6413 065
- 1978	-	Ik heb het tegen jou 	-	12"lp -	CBS	-	S 82884
- 1982	-	Oktoberkind		-	12"lp -	UTOPIA	-	6399 380
- 1988	-	Liselore		-	cd -	PHILIPS	-	834 574 2
- 2000	-	De IJssel 	-	cd -	MERCURY	-	548 412 2
- 2004	-	Liselore nu - Liedjes & teksten van Liselore Gerritsen		-	cd -	CHALLENGE	-	DRPL 75188

### Singles
- 1969	-	Mijn Kermisland / Naakt 	-	7"single	-	PHILIPS	-	JF 336 043
- 1970	-	Laat de kindertjes tot mij komen / Als het stormt		-	7"single	-	PHILIPS	-	6012 073
- 2001	-	Een klein gebed / Wie		-	cd's-	PINK	-	JVO 690018

### Boeken
- 1982	-	Oktoberkind - Teksten		-		VILLA	-	90 269 6503 6
- 1985	-	Alles op z'n Tijd - Nieuwe Teksten		-		AGATHON	-	90 269 7054 4
- 1988	-	De Dood en het Meisje 	-		AGATHON	-	90 269 5135 8
- 1991	-	Je kunt niet alles hebben 	-		DE FONTEIN	-	90 261 0516 9
- 1992	-	 Het jaar van de Kaapse Viool - verhalen		-		DE FONTEIN	-	90 261 0576 2
- 2004	-	Liselore nu - Liedjes & teksten van Liselore Gerritsen	 	-		CHALLENGE	-	978 90 77204 05 4